# Loživa ulja
Loživa ulja ili mazut su goriva dobivena frakcijskom destilacijom nafte, kao destilatna i/ili ostatna goriva. Govoreći generalno, loživa ulja su svi tekući naftni proizvodi koji izgaraju u pećima i kotlovima za proizvodnju topline ili se koriste u motorima za dobivanje snage, kao pogonsko gorivo u industriji, termoelektranama, brodski pogon i dr. To je skupina tekućih naftnih proizvoda, smjesa ugljikovodika visokog vrelišta koja najviše služi kao visokokalorično gorivo za loženje, te je zbog toga zakonski olakšano PDV-om.

## Osobine i podjela
Loživa ulja se sastoje od dugačkih lanaca ugljikovodika, a posebno od alkana, cikloalkana i aromatskih ugljikovodika. Termin loživo ulje u užem smislu se odnosi na najteže komercijalno gorivo koje se može dobiti od sirove nafte.
Loživo ulje sadrži više frakcije destilacije nafte koje zaostaju nakon odvajanja benzina i drugih lakih sastojaka, ili pak je to ostatak pri atmosferskoj ili vakuumskoj frakcijskoj destilaciji i drugim postupcima rafinerijske preradbe nafte.
Svojstva loživih ulja određena su normama i propisima, a najznačajnija su gustoća, viskoznost (lagana, srednja i vrlo teška), stinište i plamište, te udjel sumpornih spojeva (mazut s manje i mazut s više sumpora, granica je 1%), koksa i pepela. Razlikuju se destilacijska ili plinska (specijalno lako i lako) i ostatna loživa ulja.
Destilacijska ulja manje su gustoće i viskoznosti i malog udjela sumpornih spojeva. Glavna namjena je kao goriva za grijanje u domaćinstvima, školama, športskim dvoranama i drugim javnim ustanovama, malim industrijskim pećima i sušarama, plastenicima, staklenicima, ITD.
Ostatna ulja mogu biti laka, srednja ili teška. Nastaju frakcionacijom naftnih destilacijskih ostataka.
U Hrvatskoj se loživa ulja dijele u nekoliko skupina s obzirom na fizikalno-kemijska svojstva i primjenu   Arhivirana inačica izvorne stranice od 2. kolovoza 2012. (Wayback Machine):
- Ekstra lako loživo ulje (loža, lož ulje, LU EL): destilatno gorivo s primjenom u domaćinstvu i industriji, za uređaje s isparivačkim plamenicima i plamenicima na rasprskavanje bez mogućnosti predgrijavanja goriva. Dodaje mu se crvena boja kako bi se mogla onemogućiti zloupotreba. Skladišti se u podzemnim spremnicima ili u spremnicima koji nisu izloženi temperaturama nižim od točke tečenja goriva.

| Značajke                                         | Jedinica |          | Ekstra lako loživo ulje |
| ------------------------------------------------ | -------- | -------- | ----------------------- |
| gustoća kod 15 °C                                | kg/m³    | najviše  | 860                     |
| destilacija do 370 °C                            | % v/v    | najmanje | 95,0                    |
| točka paljenja                                   | °C       | više od  | 55,0                    |
| kinematička viskoznost kod 20 °C                 | mm²/s    |          | 2,5 - 6,0               |
| količina ukupnog sumpora                         | % m/m    | najviše  | 0,5                     |
| količina vode                                    | mg/kg    | najviše  | 350                     |
| količina sedimenta                               | mg/kg    | najviše  | 100                     |
| količina koksnog ostatka (od 10%-tnog destilata) | % m/m    | najviše  | 0,30                    |
| dolnja ogrjevna vrijednost                       | MJ/kg    | najniže  | 42                      |
| količina pepela                                  | % m/m    | najviše  | 0,02                    |
| točka tečenja 16.4. – 30.9.                      | °C       | najviše  | 0                       |
| točka tečenja 1.10. – 31.10. i 1.3. – 15.4.      | °C       | najviše  | -6                      |
| točka tečenja 1.11. – 29.2.                      | °C       | najviše  | -12                     |
| boja                                             |          |          | crvena                  |
| količina indikatora                              | mg/L     |          | 6,0 - 9,0               |

- Ekstra lako loživo ulje (LU L-I, LU L-II): kombinacija destilatnog i ostatnog goriva koje se primjenjuje za izvore topline u sustavima grijanja i industriji opremljenih s instalacijama za predgrijavanje goriva pri skladištenju i uporabi.
- Srednje loživo ulje (LU S-I, LU S-II): ostatno gorivo koje se primjenjuje za izvore topline u industriji i energetskim postrojenjima s mogućnosti predgrijavanja pri prijenosu, skladištenju i uporabi.
- Teško loživo ulje (mazut, bunker-ulje, LU T-I, LU T-II) je najviše zastupljeno teško loživo ulje. To je ostatno gorivo koje se primjenjuje u velikim industrijskim pećima i velikim energetskim postrojenjima s mogućnosti predgrijavanja pri prijenosu, skladištenju i uporabi. Viskozan, gust i tamnoobojen proizvod, a služi kao gorivo parnih kotlova u termoelektranama i toplanama, u indutrijskim pećima, za pogon brodskih motora i dr. Viskoznost mazuta prilagođuje se i poboljšava prethodnom toplinskom obradbom ili miješanjem ulja s manje viskoznim lakim ili srednjim loživim uljima, a potrebno je i njegovo zagrijavanje neposredno prije doziranja i raspršivanja u ložištima. Uporaba teških loživih ulja sve više se uvjetuje smanjenjem udjela nepoželjnih i ekološki nepovoljnih sumpornih spojeva.

| Značajke                         | Jedinica |         | LU L-I     | LU L-II    | LU S-I     | LU S-II    | LU T-I      | LU T-II     |
| -------------------------------- | -------- | ------- | ---------- | ---------- | ---------- | ---------- | ----------- | ----------- |
| točka paljenja                   | °C       | više od | 60,0       | 60,0       | 70,0       | 70,0       | 80,0        | 80,0        |
| kinematička viskoznost na 50 °C  | mm²/s    |         | 6,0 - 20,0 | 6,0 - 20,0 | -          | -          | -           | -           |
| kinematička viskoznost na 100 °C | mm²/s    |         | 2,0 - 6,0  | 2,0 - 6,0  | 6,0 - 26,0 | 6,0 - 26,0 | 26,0 - 45,0 | 26,0 - 45,0 |
| količina ukupnog sumpora         | % m/m    | najviše | 1,0        | 2,0        | 1,0        | 2,8        | 1,0         | 3,0         |
| količina vode                    | % v/v    | najviše | 0,3        | 0,3        | 0,5        | 0,5        | 1,0         | 1,0         |
| količina vode i sedimenta        | % v/v    | najviše | 0,5        | 0,5        | 1,0        | 1,0        | 1,5         | 1,5         |
| količina koksnog ostatka         | % m/m    | najviše | 8          | 8          | 15         | 15         | 18          | 18          |
| dolnja ogrjevna vrijednost       | MJ/kg    | najniže | 41         | 41         | 40         | 40         | 39          | 39          |
| količina pepela                  | % m/m    | najviše | 0,15       | 0,15       | 0,20       | 0,20       | 0,20        | 0,20        |
| točka tečenja                    | °C       | najviše | 30         | 30         | 40         | 40         | 50          | 50          |

## Proizvodnja i transport loživog ulja u Hrvatskoj
U Hrvatskoj danas loživo ulje proizvodi INA d.d. u Rafineriji nafte Rijeka. Loživo ulje transportira se autocisternama, vagonskim cisternama i tankerima.